# Dominus vobiscum

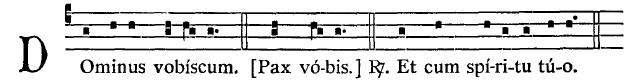
Notes del cant gregorià solemne Dominus vobiscum del Liber Usualis

Dominus vobiscum (en llatí «que el senyor sigui amb vosaltres») és una antiga salutació i benedicció usada tradicionalment a la missa catòlica romana i altres litúrgies, així com en litúrgies d'altres denominacions cristianes occidentals. Els orígens de la salutació provenen dels versos Rut 2:4 i 2 Cròniques 15:2 de la Vulgata, la traducció llatina de la Bíblia. Al Llibre de Rut, la frase apareix a l'oració «Et ecce ipse veniebat de Bethlehem dixitque messoribus: 'Dominus vobiscum'. Qui responderunt ei: 'Benedicat tibi Dominus'.» («Quan Booz va arribar de Betlem, saludà els segadors: 'el Senyor sigui amb vosaltres!', i ells van respondre: 'que el Senyor et beneeixi!'»).